# Alimpy de Moscou
Alimpy, né Alexandre Kapitonovitch Goussev (14 août 1929-31 décembre 2003), fut primat de l'Église orthodoxe vieille-ritualiste russe avec le titre d'archevêque de Moscou de 1986 à 1988, puis de métropolite de Moscou et de toute la Russie de 1988 au 31 décembre 2003.